# Reibungselektrizität
Die Reibungselektrizität ist ein Spezialfall der Kontaktelektrizität. Sie wurde bereits um 550 v. Chr. von Thales von Milet an Bernstein beschrieben. Diese beruht auf dem energetisch günstigen Übergang von Elektronen zwischen zwei sich berührenden Stoffen infolge der Verschiedenheit der Austrittsarbeit. Es gehen solange Elektronen über, bis die sich dadurch aufbauende Potenzialdifferenz (Berührungsspannung) den Energiegewinn wettmacht.
Die Reibung sorgt hierbei für eine effektive Ausprägung der Berührungselektrizität, weil für letztere molekulare Abstände erforderlich sind, die sich bei normalen Stoffen auf nur geringste Anteile der scheinbaren Berührungsfläche beschränken. Durch Reiben wird für deutlich größere Bereiche der wirklichen Oberfläche vorübergehend eine hinreichende Annäherung der Stoffe erreicht. Für den eigentlichen Effekt der Ladungstrennung zwischen den unterschiedlichen Materialien spielt der Vorgang der Reibung allerdings keine Rolle.

## Geschichte

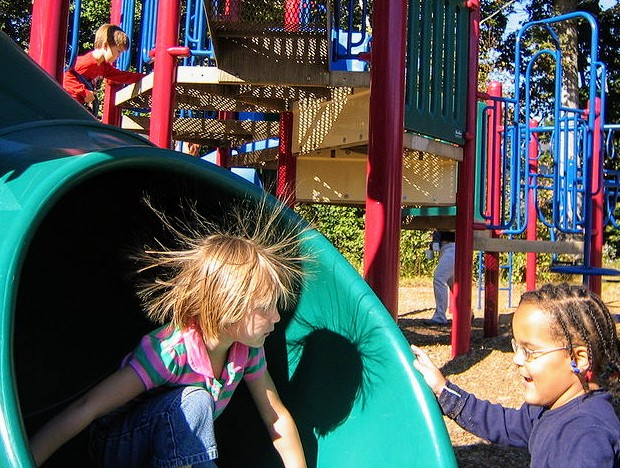
Durch Kontakt mit Kunststoff wurde der Körper elektrisch aufgeladen, die Haare stoßen einander ab.

William Gilbert (1544–1603) leitete mit seinen Untersuchungen zur vis electrica (von Gilbert stammt auch dieser Begriff) die Beschreibung der Elektrizität ein. Er unterschied dabei als Erster eindeutig zwischen Magnetismus und der statischen Elektrizität, er untersuchte die elektrische Aufladung an vielen Substanzen (nicht nur an dem namengebenden Bernstein).
Otto von Guericke, Charles du Fay, Benjamin Franklin und viele weitere führten im 17. und 18. Jahrhundert Experimente zur Natur der elektrischen Ladung durch. Bei Versuchen mit einer durch Reibung elektrostatisch aufgeladenen Glasröhre sprach Benjamin Franklin von „einer Ladungsart“, die nur ihren Aufenthaltsort verändert und somit positive oder negative Aufladung verursacht. Jean-Antoine Nollet und andere vertraten die sogenannte „Zweiflüssigkeitstheorie“, wonach elektrisierte Körper von zwei Elektrizitätssorten, dem Effluvium und dem Affluvium, umgeben sind.
Die von du Fay geprägten Begriffe der „glasartigen“ Elektrizität und der „harzartigen“ Elektrizität leiten sich von dem Verhalten dieser Materialien beim Aufladen durch Reibung ab, Stoffe aus Glas haben entgegengesetzte Eigenschaften wie die aus harz- bzw. bernsteinartigen Stoffen. Dabei geht Franklin von der Konvention aus, dass glasartige Elektrizität für das positive und die harzartige Elektrizität für das negative Vorzeichen steht.

## Beispiele
Bekannte Beispiele für Experimente mit Reibungselektrizität sind: Bernstein / Wolle oder Polystyrol / synthetische Textilien.
Die Aufladung durch Reibungselektrizität führt unter anderem auch zu Spannungen (Potenzialdifferenzen)
- beim Kämmen zwischen Kamm und – insbesondere frisch gewaschenem, trockenem – Haar,
- beim Gehen in Räumen mit Auslegware zwischen dieser und den Schuhsohlen, also der die Schuhe tragenden Person und der Erde,
- beim Rollen mit Stuhlrollen, Inlineskates auch auf sauberen, trockenen Kunststoff- und Keramikböden,
- zwischen Kleidungsstücken sowie zwischen Kleidung und textilbespannten Sitzen (zum Beispiel Autositze),
- zwischen Kunststoffhülle und damit verpackter Papierware – besonders bedeutsam bei lichtempfindlichem Fotopapier,
- beim Abziehen eines Klebestreifens zwischen der Außenfläche der Rolle und dem Kleber auf der Unterseite des abgezogenen Streifens, der dadurch dazu tendiert, sich entweder wieder zurück an die Rolle zu heften oder aber Papierschnipsel u. dgl. anzuziehen,
- beim Zerschneiden oder Zersägen von Styropor mit einem Messer oder einer Säge.

## Gefahren
Durch Reibung entstandene Ladungen sind zwar in den vorgenannten Fällen meist ungefährlich, sie führen jedoch zu elektrostatischen Entladungen, die elektronische Geräte und Bauteile beschädigen können (siehe ESD). Funkenentladungen können leicht entzündliche Stoffe in der direkten Umgebung entflammen, was zum Beispiel an Tankstellen oder auch in der Gegenwart von Mehlstaub zu schweren Unfällen führen kann.
An bestimmten Maschinen (Papier- und Folienherstellung) entstehen durch Reibungselektrizität derart hohe Spannungen und Energien, dass Brandgefahr und die Gefahr eines gefährlichen elektrischen Schlages besteht.
Zu einer gefährlichen Funkenbildung kann es außerdem beim Tanken von nichtleitenden, brennbaren Flüssigkeiten in dem Moment kommen, wenn Füllstutzen und Füllarmatur sich erstmals nahekommen oder voneinander getrennt werden. Ähnliches gilt beim Füllen von Ballons mit Wasserstoff (heutzutage wird stattdessen nichtbrennbares Helium verwendet).

## Triboelektrischer Effekt
Der triboelektrische Effekt beschreibt die elektrische Aufladung zweier Materialien durch Kontakt miteinander und anschließendes Trennen. Eine allgemein anerkannte Begründung für diesen Effekt findet sich erst durch die moderne Festkörperphysik.
Entscheidend für die Aufladung zweier Materialien ist lediglich der bloße Kontakt. Voraussetzung ist eine unterschiedliche Austrittsarbeit der Materialien. Dabei kann es sich auch um zwei identische Materialien handeln, deren Fermi-Niveaus lediglich durch Feuchtigkeit oder auch Verunreinigungen am oder im Material verschoben sind.
Die Bezeichnung triboelektrischer Effekt kommt ursprünglich von dem griechischen Begriff tribein = reiben. Die Begriffswahl beruht auf einem Irrtum bei der Entdeckung des Effekts vor über 2000 Jahren durch die Griechen, als mit einem Katzenfell ein Bernstein gerieben wurde.
Ein im Jahr 2020 entdeckter, metall- und polymerfreier triboelektrischer Nanogenerator besteht aus einem essbaren, mit Salat belegten Brötchen; der erzeugte Strom bringt eine LED zum Leuchten.

## Triboelektrische Reihe
Die triboelektrische Reihe gibt die Elektronenaffinität eines Materials an. Je weiter ein Material am positiven Ende der Reihe steht, desto mehr Elektronen wird es bei Berührung oder Reibung an ein Material abgeben, welches weiter am negativen Ende der Reihe steht. Die tatsächliche Quantität der Ladungstrennung durch den triboelektrischen Effekt hängt jedoch von weiteren Faktoren wie Temperatur, Oberflächenbeschaffenheit, elektrische Leitfähigkeit, Wasseraufnahme ab.
Positives Ende der Reihe (+) Asbest, Glas, Nylon, Wolle, Blei, Seide, Aluminium, Papier, Baumwolle, Stahl, Hartgummi, Nickel/Kupfer, Messing/Silber, Synthetischer Gummi, Orlon, Saran, Polyethylen, Teflon (PTFE), Silikongummi (−) negatives Ende der Reihe

## Nutzanwendungen
Die Reibungselektrizität ist das Funktionsprinzip der Elektrisiermaschinen und wird bei Bandgeneratoren genutzt. Eine weitere wichtige Anwendung stellt die Nutzung bei der Sortierung von Mineralkörnern oder verschiedener Kunststoffe voneinander dar. Dabei werden die Partikel durch gegenseitige Berührung unterschiedlich (positiv bzw. negativ) aufgeladen und anschließend z. B. beim Fallen durch ein elektrisches Hochspannungsfeld voneinander getrennt.
Textil- und Teppichbürsten transportieren Staub und Fasern dann gut in die Ablagekammer, wenn der Transport durch elektrische Anziehung und Abstoßung unterstützt wird.
Bei völliger Dunkelheit können z. B. beim Ausziehen eines trockenen, sauberen Woll- oder Kunststoff-Pullovers (Reibung der Textilie an einem Kleidungsstück aus anderem Material oder am Kopfhaar) sichtbare Funken erzeugt werden. Antistatikausrüstung einer Textilie oder auch eine Komponente von Waschmittel und Weichspüler macht die Textilie ausreichend elektrisch leitfähig, dass kaum Funken entstehen.

## Vermeidung
Reibungselektrizität wird vermieden, indem die entstehenden Ladungen abgeleitet werden (siehe Artikel Elektrostatische Entladung).
Wirkungsvolle Methoden dafür sind:
- Antistatik-Spray (erzeugt eine schwach leitfähige Oberfläche)
- Antistatische Verpackungen (schwach leitfähige Materialien oder Metallfolien, -fäden, Graphitschichten)
- Antistatische Kleidung (behandelte Textilien oder eingearbeitete Metallfäden)
- Antistatische Werkzeuggriffe (schwach leitfähige Kunststoffe)
- Luftbefeuchtung (wirkt über den Anstieg des Wassergehalts und damit Leitfähigmachen von Oberflächen mitsamt deren Anlagerungen von Schmutz und Staub)
- Ionisieren der Luft (siehe Ionisator)
- Erdung aller Teile, Werkzeuge und des menschlichen Körpers (ESD-Arbeitsplatz)
- Verbinden aller Außenanschlüsse eines IC, damit zwischen diesen keine Potentialdifferenz mehr auftreten kann, etwa durch Einstecken in leitfähigen Schaumstoff
- Erdung von Tankwagen durch Gummi-Kupferlitzen-Band, das die Fahrbahn berührt und Erdungsklemme mit Kabel vor jedem Tankvorgang, leitfähiger Tankschlauch.